# Кино
«Кино́» (укр. Кіно) — радянський рок-гурт, заснований 1981 року Віктором Цоєм і Олексієм Рибіним, один з найпопулярніших рок-гуртів на рубежі 1980-х і 1990-х років. «Кино» був одним з найвідоміших гуртів Ленінградського підпілля поряд з «Акваріумом» і «Зоопарком». Незмінним фронтменом, а також автором всіх текстів і музики гурту, був Віктор Цой, після смерті якого той практично одразу ж розпався. «Кино» проіснував дев'ять років, протягом яких випустив 9 студійних альбомів, декілька компіляцій і значну кількість концертних бутлегів. Гурт записав понад 300 пісень, деякі з них не видавались в альбомах.
Стиль музики та текстів Кино можна віднести до готик-року, пост-панку. У їхньому звучанні відчувається вплив творчості гуртів The Cure, The Smiths, Joy Division, The Sisters of Mercy та Echo & the Bunnymen, Duran Duran.

## Історія

### Заснування
У розпал літа 1981 року, відпочиваючи на українському Кримському узбережжі, колишній бас-гітарист «Палати № 6» Віктор Цой та музиканти колективу «Пилигрим» Олег Валінський та Олексій Рибін вирішили об'єднатися та організувати гурт. Назва спала на думку відразу – «Гарин и гипербилоиди» (посилання до фантастичного твору  Олексія Толстого), а в основу репертуару лягли творчі напрацювання Цоя.
Тріо встигло провести кілька квартирників, але довго у цьому складі колектив не пробув.  Валінського забрали до армії, барабанщик так і не повернувся на сцену. Цой з Рибіним вирушили підкорювати  Ленінград, влившись до лав пітерського рок-клубу. Там і сталася доленосна подія – на незвичайну команду звернув увагу лідер гурту «Аквариум» Борис Гребенщиков, взявши на себе питання продюсування. І вже весною 1982 гурт став іменуватись , як «Кино»
Назва групи дуже довго дискутувалась серед учасників. Вони хотіли назвати її так, щоб це і запам'ятовувалось і звучало по простому. Ідея назви «Кино» з'явилася випадково, коли прогулюючись вони натрапились на велику вивіску кінотеатру 
У групі були чітко розподілені обов'язки кожного. Цой займався безпосередньо репертуаром, а Рибін організацією концертів та пошуком музикантів. З часом у  колектив прийшли грати барабанщик Валерій Кирилов, гітарист Юрій Каспарян та басист Максим Колосов.
Однак через рік у команді почалися розбіжності. Рибіна не влаштовувало, правила у групі диктує напарник, залишаючи у себе слово у кожному питанні. Цой же висловлював невдоволення тим, що Олексій не створює пісні, лише користується плодами його праці. Амбіції взяли гору і в результаті Рибін пішов з колективу 

Після виходу Рибіна у пріоритеті у Віктора виявилися акустичні концерти, разом із Каспаряном музикант записав демоальбом «46». Трохи згодом до «Кіно» увійшли Георгій Гур'янов (барабани) та Олександр Тітов (бас). Останній поєднував роботу у групі «Аквариум» і одного разу, не витримавши навантаження, пішов від Цоя. Місце басиста зайняв Ігор Тихомиров. Колектив проіснує в такому складі до самого кінця.

### Воз'єднання

#### 2012
2012 року показали документальний фільм «Цой — Кино», у якому представили раніше не опубліковану пісню гурту — «Атаман». Учасники колективу зібрались, щоб завершити цю пісню, демозапис якої вже 22 роки зберігала в себе колишня цивільна дружина Віктора Цоя — Наталія Разлогова.
20 червня 2013 року на 52 році пішов з життя барабанщик гурту Георгій Гурьянов.

#### 2019—2021

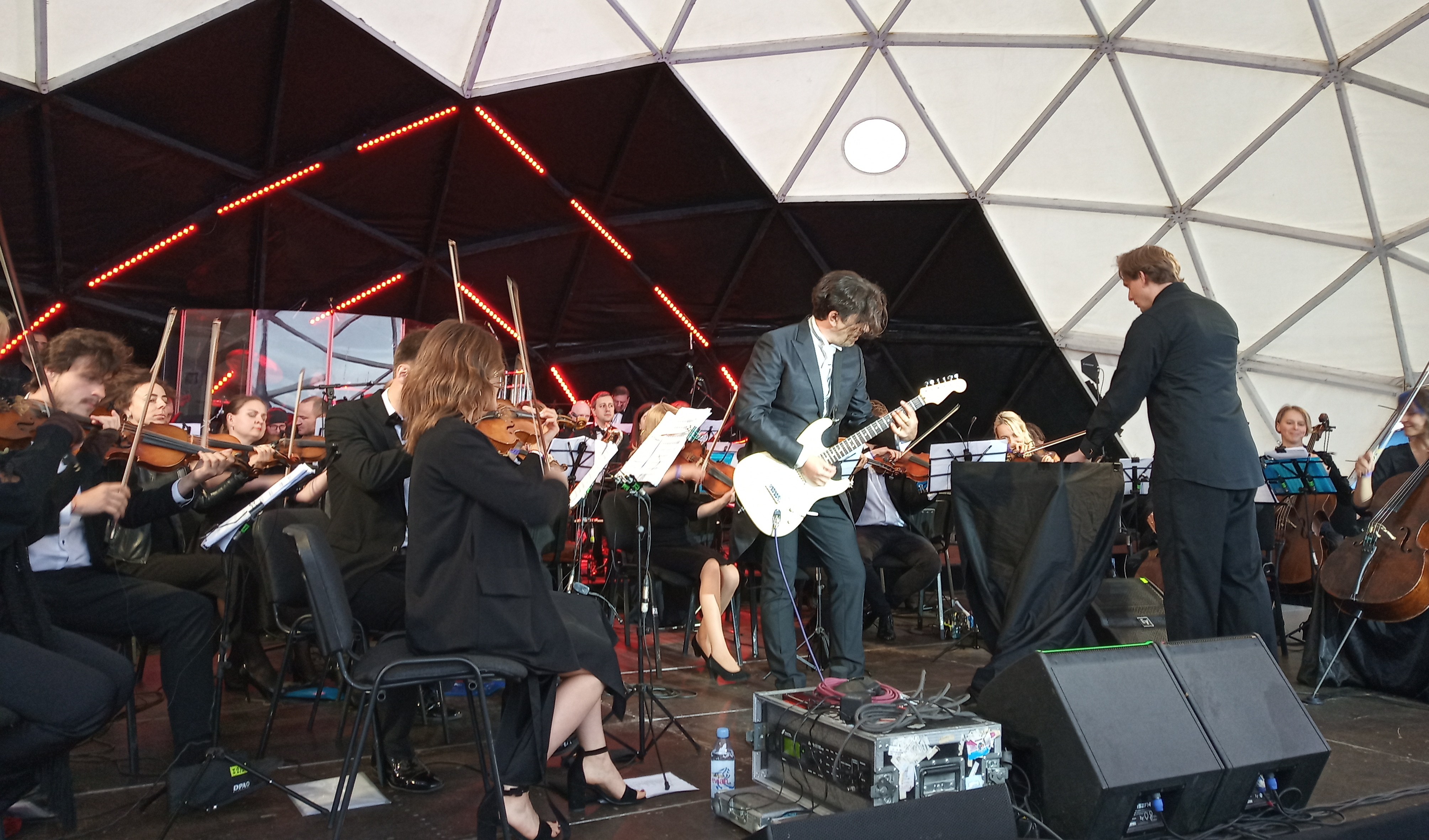
Концерт проєкту «Симфонічне Кіно» 2019 року в Санкт-Петербурзі. Музика гурту «Кино» у виконанні симфонічного оркестру, гітарні партії виконує Юрій Каспарян

2019 року син Віктора Цоя Олександр Цой запропонував організувати концерти гурту (КИНО2020), у яких використовувався би вокал Віктора Цоя зі старих записів пісень, і жива інструментальна музика участников гурту з використанням спеціально розробленого відеоряду. Планувалось, що на сцену вийдуть музиканти «Кино» — Тихомиров, Тітов та Каспарян, барабанні партії виконає Олег Шунцов (учасник проєкту «Симфоническое кино»), на акустичній гітарі зіграє Дмитро Кежватов з гурту «Тараканы!». Концерти мали відбутися 31 березня 2020 (Санкт-Петербург) та 21 листопада 2020 (Москва). Але через пандемію коронавірусу їх перенесли на 2021 рік. У турі запланований концерт у Києві (вересень 2021).
У рамках підготовки до концертів музиканти записали оновлені версії [Архівовано 18 Березня 2021 у Wayback Machine.] пісень «Троллейбус», «Музыка волн» та «Мама, мы все тяжело больны».
У березні 2021 року відбувся концерт гурту в Пітері під назвою «Кино в Севкабеле», на якому учасники гурту у відновленому складі виконали низку хітів у новому звучанні.

## Дискографія

### Студійні альбоми
- 1981 — 45
- 1982 — 46
- 1983 — Начальник Камчатки
- 1984 — Это не любовь
- 1985 — Ночь
- 1988 — Группа крови (запис 1986 року)
- 1989 — Звезда по имени Солнце
- 1990 —  Последние Записи
- 1990 — Чорний альбом

### Збірки
- 1986 — Red Wave (одна сторона з 2LP)
- 1987 — АССА (фінальна пісня)
- 1989 — Последний герой (кілька пісень перезаписані саме для збірки)

після розпаду
- 1996 — Легенды русского рока. Кино
- 2000 — КИНОпробы (триб'ют 2CD)
- 2000 — Лучшие песни 82—88
- 2002 — Кино в кино
- 2003 — Последние записи
- 2003 — Неизвестные песни
- 2018 — Виктор Цой 55
- 2020 —  12_22
- 2024 — История этого мира
- 2024— Это не любовь 2024

### Концертні альбоми
- 1987 — Концерт в рок-клубе (2CD)
- 1987 — Концерт в Дубне
- 1994 — Акустический концерт
- 1996 — Акустический концерт (ver.2)
- 2000 — Акустика (запис 1984 року)
- 2002 — Первые записи
- 2002 — Live 1988—1990 (2CD)
- 2004 — Невідомі записи (4CD):
  - 1982 — Акустика. Ленинград.
  - 1984 — Виктор Цой — Акустика
  - 1986 — Рок-фестиваль. ДК Связи. Москва.
  - 1988 — Квартирник. Ленинград.
  - 1990 — Акустика. Таллин.

### Колоборації В.Цоя
- 1983 — Концерт у Павла Краева (Майк та Цой)
- 1984 — Сейшн на Петроградской (Майк та Цой)
- 1985 — Весна — лето (Майк та Цой)
- 1988 — Исполнение разрешено (концерт у Сосновом Бору, Б. Гребенщиков, М. Науменко, В. Цой, 15.12.1984, 2CD)

### Триб'юти
КИНОпробы
2000 року, через 10 років після смерті Віктора Цоя, з ініціативи його вдови Мар'яни записаний альбом «КИНОпробы». У ньому кавер-версії пісень гурту Кино записали такі відомі російські гурти як «Король и Шут», «Кукрыниксы», «БИ-2», українська група «ВВ», російські співаки В'ячеслав Бутусов, Земфіра.